# San Fernando, Oaxaca
San Fernando är en ort i Mexiko.   Den ligger i kommunen San Pedro Ixcatlán och delstaten Oaxaca, i den sydöstra delen av landet, 300 km sydost om huvudstaden Mexico City. San Fernando ligger 86 meter över havet och antalet invånare är 115.
Terrängen runt San Fernando är platt åt nordost, men åt sydväst är den bergig. Runt San Fernando är det ganska glesbefolkat, med 39 invånare per kvadratkilometer. Närmaste större samhälle är Isla Soyaltepec, 8,5 km norr om San Fernando. Omgivningarna runt San Fernando är en mosaik av jordbruksmark och naturlig växtlighet.